# Anzano (Cappella Maggiore)
Anzano (Ançan in veneto) è l'unica frazione del comune di Cappella Maggiore, in provincia di Treviso.

## Geografia fisica
Anzano sorge al limitare della pianura Veneta, addossandosi ai piedi delle colline che anticipano a sud le prealpi Bellunesi. Per quanto riguarda l'idrografia, a est del paese scorre il torrente Carron che qui si sdoppia a formare il canale irriguo industriale Castelletto-Nervesa.

## Storia
Il toponimo potrebbe derivare dal greco anthos "fiore" o, più probabilmente, è un prediale legato al nome romano Antius o Antianus. La prima citazione scritta del toponimo risale al 1224.
In epoca gotica e longobarda (ma forse avevano origini romane) nella zona furono costruiti alcuni fortilizi: si ricordano un Castrum Theodorici su una collina verso Costa, e gli edifici oggi noti come Castelletto e Torre Madruc, quest'ultima in comune di Fregona. Durante l'invasione degli Ungari, che portò alla distruzione di Ceneda, anche i castelli furono probabilmente danneggiati, per essere subito ricostruiti.
Come tutto il territorio circostante, fu feudo dei Caminesi, poi dei vescovo di Ceneda, quindi dominio veneziano. Con l'arrivo di Napoleone fu dichiarata comune autonomo ma, con l'istituzione del regno Lombardo-Veneto, divenne frazione di Cappella Maggiore.

## Monumenti e luoghi d'interesse

### Chiesa parrocchiale
Antica cappella della pieve di Sant'Andrea di Bigonzo, sarebbe divenuta parrocchiale nella seconda metà del Cinquecento.
L'edificio attuale è il risultato della ricostruzione iniziata nel 1771 su iniziativa del vicario generale Giovanni Ignazio Panigai (che pure contribuì al finanziamento) e conclusa nel 1830 con la consacrazione del vescovo Antonino Bernardo Squarcina. All'interno, si conserva una pala di Francesco da Milano, considerata uno dei suoi lavori migliori.

### Casa canonica
Si trova al centro del paese, in posizione rialzata rispetto alla strada che conduce alla chiesa. L'edificio, al quale è addossato un fabbricato più recente, risale al XVI secolo ma nel corso del Novecento ha subito una serie di interventi che hanno manomesso la simmetria e la distribuzione regolare delle aperture del fronte principale (a sud).
Di essa va menzionato in particolare il portale d'ingresso, al centro della facciata, costituito da un arco a tutto sesto incorniciato da conci di pietra; sulla chiave di volta è incisa la data, in cifre romane, "MD". Ai lati si trovano due finestrelle ovali, anch'esse con cornice lapidea.
Gli spazi interni sono organizzati secondo un semplice schema tripartito, con le stanze di distribuzione al centro.

### Villa Pizzol
In località Borgo Masotto, si affaccia su una specie di corte delimitata da altre costruzioni più recenti.
Costruito tra il Cinque e il Seicento, il palazzo si sviluppa su tre livelli cui si aggiungono un seminterrato e un sottotetto. Nonostante le manomissioni e lo stato di degrado, sul fronte sono ancora evidenti alcune raffinatezze architettoniche, come la forometria simmetrica e gli elementi decorativi. Disposte secondo una tripartizione verticale che si rispecchia anche negli ambienti interni, delle aperture spicca anzitutto il portale d'ingresso, costituito da un arco a tutto sesto in conci di pietra bugnata. Un'apertura molto simile si trova subito sopra, al primo piano, anche se il poggiolo è privo di balaustra e la stessa porta è tamponata. Il tutto è coronato da una cornice di modiglioni su cui si imposta il tetto a capanna.
Dell'interno, vale la pena ricordare la scala a due rampe, i camini e il pavimento del piano terra in lastre di pietra.
Fu sede del comune di Anzano sino al 1815, quando l'abitato venne ridotto a frazione di Cappella Maggiore.

### Villa Panigai, Protti, Rossi
La villa è costituita da un imponente corpo padronale del XVIII secolo, con facciata timpanata e interessanti elementi decorativi neoclassici, e da una barchessa più recente. Si accede all’edificio principale tramite un viale alberato.

### Casa Scarpis, Salamon
Si tratta di un complesso di edifici seicenteschi ad uso agricolo disposti a formare una corte interna, costituiti da un corpo centrale padronale e da una serie di rustici annessi, cui si accede da un ampio portale ad arco.